# Pembrey
Pembrey är en by i Carmarthenshire i Wales. Byn är belägen 79,3 km 
från Cardiff. Orten har 2 063 invånare (2016).